# Jurjuzan (flod)
 For alternative betydninger, se Jurjuzan. (Se også artikler, som begynder med Jurjuzan)
Jurjuzan (russisk: Юрюза́нь, basjkirsk: Йүрүҙән) er en flod i republikken Basjkortostan og Tjeljabinsk oblast i Rusland. Den er en venstre biflod til Ufa (i Kamas afvandingsområde). Floden er 404 km lang, med et afvandingsareal på 7.240 km². Jurjuzan udmunder i Pavlovskoje-reservoaret i Ufa. Floden fryser til i anden halvdel af oktober – tidlig december og er under isen til april. Floden er farbar for både på de nederste 16 kilometer. Langs floden ligger byerne Jurjuzan og Ust-Katav.
54°17′39″N 58°14′28″Ø / 54.2942°N 58.2411°Ø